# Anal Cunt
Anal Cunt (Buceta anal, em tradução livre) foi uma banda de grindcore/noisecore formada em março de 1988.

## Carreira

### Temática
Além de insultos direcionados a ex-membros, o Anal Cunt abordava temas como homofobia, racismo e críticas contundentes ao heavy metal nas suas letras, buscando irritar os politicamente corretos de todas as formas.[carece de fontes?]
Inicialmente a banda se resumia a um noisecore com letras irônicas diversas, mas a partir da segunda metade da década de 90, Seth Putnam e o Anal Cunt iniciaram uma escalada de agressão buscando cada vez mais a impolidez. Num primeiro momento a ideia era ofender todos aleatoriamente, incluindo fãs e a própria banda. Com o esgotamento do tema e buscando ainda mais agressão gratuita, surgiram canções como "Hitler Was a Sensitive Man", entre outras com conteúdo misógino, humor negro, especialmente quanto ao infortúnio alheio, e ofendendo outras bandas.[carece de fontes?]
Ao mesmo tempo, a banda mudou um pouco o direcionamento do som, que antes tendia para o noisecore e começou a demonstrar uma tendência para o hardcore e grindcore.[carece de fontes?]
Também faz sátiras a músicas relacionadas a outros estilos musicais como "I Don't Wanna Dance" (originalmente de James Brown), "American Woman" (da banda The Guess Who), "Gloves of Metal" (original do grupo de heavy metal Manowar) e uma versão para "Staying Alive", do grupo de disco music Bee Gees com o subtitulo "traditional Oi! version".

### Morte de Seth Putnam
Seth Putnam foi encontrado morto vitima de ataque cardiaco no dia 11 de junho de 2011, dando fim à banda.

### Ex-membros
- Josh Martin (falecido) - guitarra (1996 - 2001; 2006 - 2011)
- John Gillis
- Seth Putnam (falecido) - vocais (1988 - 2011)
- Mike Mahan - guitarra (1988 - 1991)
- Tim Morse - bateria (1988 - 1997)
- Fred Ordonez - guitarra (1991 - 1992; 1992 - 1993)
- John Kozik - guitarra (1992 - 1997)
- Paul Kraynak - guitarra (1993 - 1996)
- Phil Anselmo - participação em 40 More Reasons to Hate Us
- Scott Hull - guitarra (1996)
- Nate Linehan - bateria (1997 - 1999)

## Discografia
- Everyone Should Be Killed (1994)
- Top 40 Hits (1995)
- 40 More Reasons to Hate Us (1996)
- I Like It When You Die (1997)
- Picnic of Love (1998)
- It Just Gets Worse (1999)
- 110 Song CD (2008)
- Fuckin' A (2011)